# La Princesse d'Élide

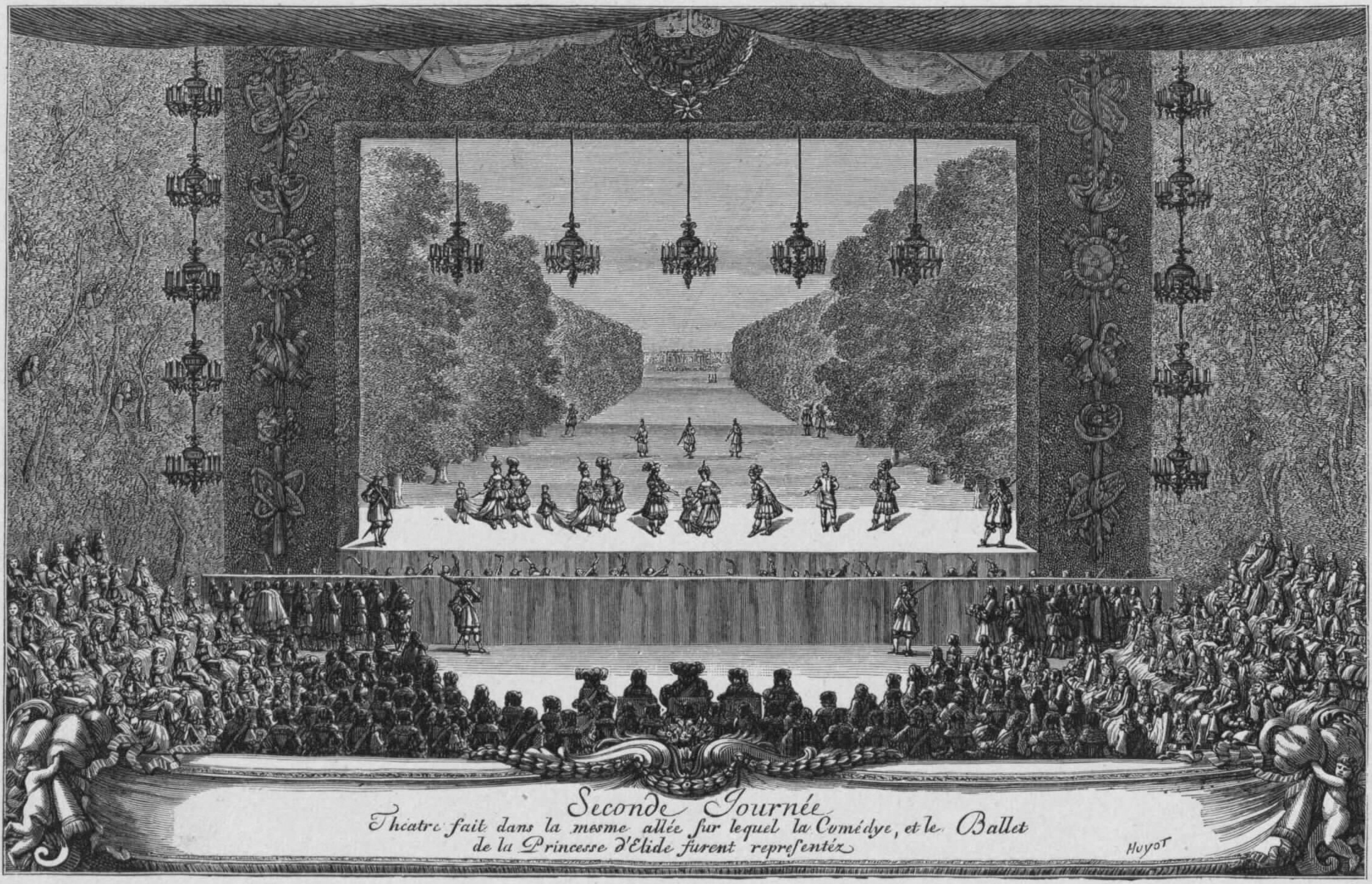
Représentation de La Princesse d'Élide à Versailles en 1664

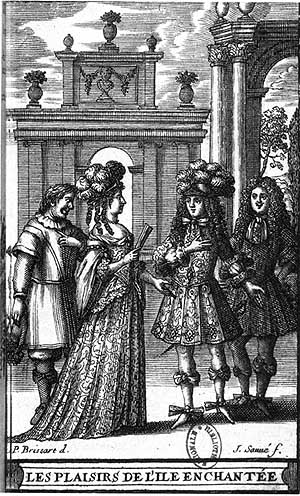
Frontispice de l'édition de 1682.

La Princesse d’Élide est une comédie galante, mêlée de musique et d’entrées de ballet en cinq actes de Molière, représentée pour la première fois à Versailles le 8 mai 1664 dans le cadre de la somptueuse fête des Plaisirs de l'Île enchantée. Elle a ensuite été donnée au public sur le Théâtre du Palais-Royal le 9 novembre 1664 par la Troupe de Molière, alors dite troupe de Monsieur, frère unique du Roi.
Quoique comportant cinq actes, la pièce était inachevée et Molière ne s'est pas soucié de la terminer lors de la reprise à l'automne : « Il avait, il est vrai, trois chantiers en cours : Le Misanthrope, qu'il avait déjà bien entamé, Le Tartuffe, qu'il songeait à transformer en une comédie en cinq actes, s'il n'avait commencé à le faire, et Le Festin de Pierre, qui devait être créé en février de l'année suivante. »
Du vivant de Molière, la pièce n'a pas fait l'objet d'une édition séparée mais était incluse dans la relation officielle des fêtes de Versailles imprimée par l'Imprimeur du Roi à l'automne 1664, dans un livre in-folio orné de neuf planches gravées par Israël Sylvestre et intitulé Les Plaisirs de l'Île enchantée. Course de bague, collation ornée de Machines, Comédie de Molière intitulée La Princesse d'Élide, mêlée de danse et de musique..., lequel a été réédité en 1665 et 1673 en format in-octavo, sans illustrations. L'édition de 1673 est disponible sur Gallica. 
Comme la pièce était inachevée et accompagnée d'arguments, les éditions ultérieures continueront à inclure cette pièce dans le même ensemble, y compris l'édition complète de 1682. Ce n'est qu'un siècle plus tard que certains éditeurs commenceront à extraire la pièce pour en faire une édition autonome.

## Quelques répliques
« Oui, j'aime mieux, n'en déplaise à la gloire,
Vivre au monde deux jours, que mille ans dans l'histoire. »
— Moron, acte I, scène

## Distribution
| Acteurs ayant créé les rôles           |                            |
| Personnage                             | Acteur                     |
| La princesse d’Élide                   | Mlle de Molière            |
| Aglante, cousine de la princesse       | Mlle du Parc               |
| Cynthie, cousine de la princesse       | Mlle de Brie               |
| Philis, suivante de la princesse       | Mlle Béjart                |
| Iphitas, père de la princesse          | Le Sieur Hubert            |
| Euryale, ou le prince d’Ithaque        | Le Sieur de la Grange      |
| Aristomène, ou le prince de Messène    | Le Sieur du Croisy         |
| Théocle, ou le prince de Pyle          | Le Sieur Béjart            |
| Arbate, gouverneur du prince d’Ithaque | Le Sieur de la Thorillière |
| Moron, plaisant de la princesse        | Le Sieur de Molière        |
| Un suivant                             | Le Sieur Prévost           |